# بول أندرسون (روائي)
بول ويليام أندرسون (بالإنجليزية: Poul Anderson) (25 نوفمبر 1926 - 31 يوليو 2001) كان كاتب خيال علمي أمريكي بدأ حياته المهنية في أربعينيات القرن العشرين واستمر في الكتابة في القرن الحادي والعشرين. كتب أندرسون العديد من أعمال الفنتازيا والروايات التاريخية والقصص القصيرة. تشمل جوائزه سبع جوائز هوغو وثلاث جوائز نيبولا.

## سيرة حياتية
ولد بول أندرسون في 25 نوفمبر 1926، في بريستول، بنسلفانيا، لأبوين اسكندنافيين. بعد فترة وجيزة من ولادته، نقل والده، المهندس أنطون أندرسون، الأسرة إلى تكساس، حيث عاشوا لأكثر من عشر سنوات. بعد وفاة أنطون أندرسون، أخذت أرملته أطفالها إلى الدنمارك. عادت العائلة إلى الولايات المتحدة بعد اندلاع الحرب العالمية الثانية، واستقرت في نهاية المطاف في مزرعة مينيسوتا. قصة الإطار لروايته اللاحقة «ثلاثة قلوب وثلاثة أسود»، قبل أن يبدأ الجزء الخيالي، تدور أحداثها جزئيًا في الدنمارك التي عاش فيها الشاب أندرسون شخصيًا.
بينما كان طالبًا جامعيًا في جامعة مينيسوتا، نشر جون دبليو كامبل قصص أندرسون الأولى في مجلة الخيال العلمي المذهل: «أطفال الغد» بواسطة أندرسون وإف. إن. والدروب في مارس 1947، وتكملة، «سلسلة منطق» التي كتبها أندرسون وحده، في يوليو. حصل على درجة البكالوريوس في الفيزياء مع مرتبة الشرف ولكن لم يبذل أي محاولة جادة للعمل كفيزيائي، بدلًا من ذلك أصبح كاتبًا مستقلا بعد تخرجه عام 1948، وأصدر قصته الثالثة في عدد المذهل لشهر ديسمبر. على الرغم من عدم العثور على تطبيق أكاديمي بحت، إلا أن معرفة أندرسون بالفيزياء تتضح في العناية الكبيرة الممنوحة لتفاصيل الخلفية العلمية - وهي واحدة من الخصائص المميزة لأسلوب كتابته.
تزوج أندرسون من كارين كروز في عام 1953 وانتقل معها إلى منطقة خليج سان فرانسيسكو. ولدت ابنتهما أستريد (متزوجة الآن من مؤلف الخيال العلمي غريغ بير) في عام 1954. وجعلوا منزلهم في أوريندا بولاية كاليفورنيا. على مر السنين، قرأ بول الكثير من مكتبة ذا أذر تشينج أوف هوبيت التي كانت موجودة في بيركلي، وتبرعت زوجته في وقت لاحق بآله كتابته ومكتبه إلى المتجر.
في عام 1965، قال ألجيس بدريس أن أندرسون «كان لبعض الوقت أفضل رواة قصص الخيال العلمي». كان عضوًا مؤسسًا في جمعية المفارقة التاريخية الإبداعية (إس سي ايه) في عام 1966 وفي نقابة المبارزين والسحرة الأمريكية (إس ايه جي ايه)، أيضًا في منتصف الستينيات. كانت الأخيرة عبارة عن مجموعة غير مترابطة من مؤلفي الخيال البطولي بقيادة لين كارتر، وكانوا في الأصل ثمانية في العدد، وكان الإدخال يعتمد على المؤهلات ككاتب فنتازيا دون غيرها. كان أندرسون الرئيس السادس لكتاب الخيال العلمي والفنتازيا لأمريكا، حيث تولى رئاستها في عام 1972.
كرّس روبرت أنسون هاينلاين روايته لعام 1985، القط الذي يمشي عبر الجدران، إلى أندرسون وثمانية من الأعضاء الآخرين في مجلس المواطنين الاستشاري بشأن سياسة الفضاء الوطنية. جعل كتاب الخيال العلمي لأمريكا أندرسون المعلم الأكبر السادس عشر للمنظمة في عام 1998، ونصبته قاعة الشهرة للخيال العلمي والفنتازيا في عام 2000، في فئتها الخامسة المكونة من كاتبين متوفين وكاتبين أحياء. توفي من السرطان في 31 يوليو 2001، بعد شهر في المستشفى. نُشر عدد قليل من رواياته لأول مرة بعد وفاته.

## روابط خارجية
- بول أندرسون على موقع IMDb (الإنجليزية)
- بول أندرسون على موقع الموسوعة البريطانية (الإنجليزية)
- بول أندرسون على موقع ميوزك برينز (الإنجليزية)
- بول أندرسون على موقع إن إن دي بي (الإنجليزية)
- بول أندرسون على موقع ديسكوغز (الإنجليزية)
- بول أندرسون على موقع قاعدة بيانات الفيلم (الإنجليزية)